# Gräberfeld von Västra Porten-Smällen

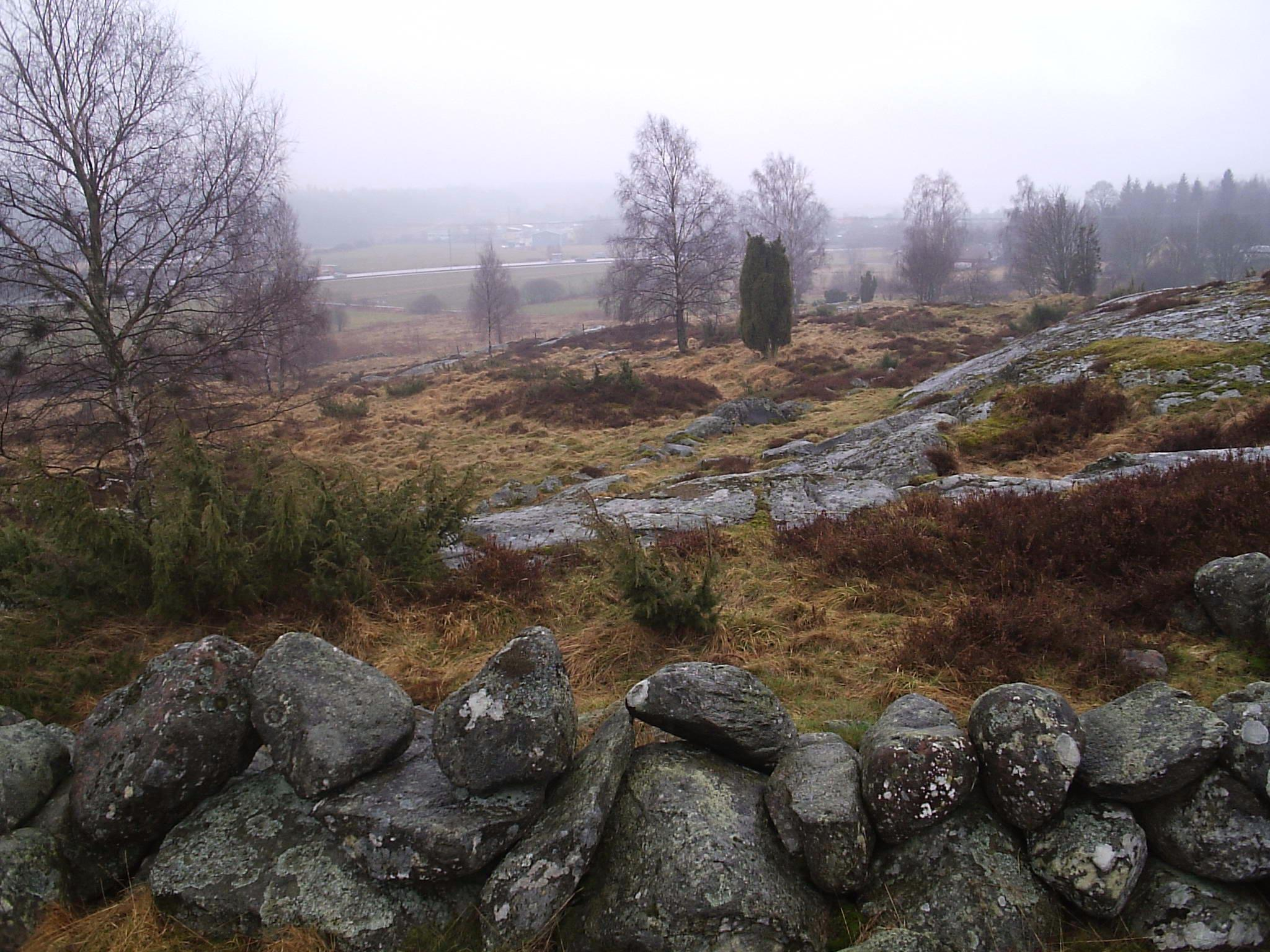
Gräberfeld von Västra Porten-Stora Smällen

Das Gräberfeld von Västra Porten-Smällen (auch Gräberfeld von Västra Porten-Stora smällen genannt) ist ein Gräberfeld aus der Eisenzeit (500 v. Chr. bis 650 n. Chr.) an den östlichen und südlichen Hängen der Moränenhöhe von Hällen im Ytterbytal in der Gemeinde Kungälv nördlich von Hisingen und Göteborg in Bohuslän in Schweden.
Das Gräberfeld ist eines der größten in Bohuslän und besteht aus etwa 160 Monumenten. Am häufigsten sind runde und ovale Steinsetzungen mit sechs bis acht Metern Durchmesser, Bautasteine und 15 meist kleine Grabhügel. Als Reste erhalten sind vier bis zu 13,0 m lange Schiffssetzungen, ein Domarring und ein Treudd. Im 19. Jahrhundert wurden einige Gräber zerstört. Mindestens zwei Steinsetzungen wurden in den 1970er Jahren entfernt. Außerdem scheint es umgefallene, ggf. überwachsene Bautasteine zu geben. Hinzu gekommen sind Neufunde durch die Inventarisierung im Kungahäll-Projekt, die die Zahl der Monumente erweiterten.
Sieben Gräber wurden ausgegraben, die meisten vor der Göteborg-Ausstellung im Jahre 1923, als Georg Sarauw (1862–1928) sechs Gräber auf dem Gräberfeld erkundete. Johan Alin (1878–1944) untersuchte das Feld im Jahre 1925. Die gefundenen Grabbeigaben weisen auf einen höheren Status der Bestatteten. Pferdebeine wurden in drei Gräbern gefunden. In einer Urne mit den verbrannten Knochen eines Mannes und einer Frau sowie Schweineknochen wurde ein Knochenkamm gefunden. Im sogenannten Bärsärkens grav wurden zehn Bärenkrallen gefunden. Unmittelbar neben dem Gräberfeld befinden sich in der Nähe mehrere Einzelgräber, eisenzeitliche Siedlungen und mehrere kleinere Gräberfelder. Eines der größeren befindet sich in Vena etwa zwei Kilometer westlich von Västra Porten – Stora Smällen.
Die im Gräberfeld Begrabenen haben wahrscheinlich in der Nähe gewohnt. Die Höfe und Felder lagen oft am Rand der Täler. Wahrscheinlich gab es mehrere Höfe in der Nähe von Västra Porten – Stora Smällen. Im Zusammenhang mit archäologischen Untersuchungen südlich des Gräberfelds wurden unter anderem mehrere Häuser aus der Eisenzeit gefunden. Das größte Haus ist eine Halle von 40,0 × 9,0 Metern aus der Wikingerzeit (800–1050 n. Chr.).